# Greg Laurie
Greg Laurie est un pasteur chrétien baptiste, auteur et évangéliste américain, né le 10 décembre 1952. Il est le fondateur et pasteur principal d'Harvest Christian Fellowship basée à Riverside (Californie).

## Biographie
Greg Laurie est né à Long Beach (Californie). Il est élevé par une mère célibataire qui a connu sept mariages et a déménagé a de nombreuses reprises. Il travaille comme livreur de journaux pour le Daily Pilot à Los Angeles, en Californie. En 1970, à 17 ans, hippie, il devient chrétien évangélique après une rencontre avec l'évangéliste Lonnie Frisbee dans son lycée à Newport Beach (Californie).
En 1973, à l'âge de 19 ans, sous le ministère du pasteur Chuck Smith de Calvary Chapel, il a l'occasion de diriger une étude biblique de 30 personnes. Cette même année, il fonde l’église Harvest Christian Fellowship à Riverside (Californie).
En 1990, il fonde les événements d'évangélisation Harvest Crusades.
En 2017, son église devient membre de la Southern Baptist Convention, à la demande de Laurie, qui considère que cette dernière a d’importants programmes d'évangélisation nationale et internationale.
En 2018, il publie le livre Jesus Revolution racontant notamment son parcours de vie, qui est adapté au cinéma en 2023 (Jesus Revolution).
Laurie a reçu deux doctorats honorifiques de Biola University et Azusa Pacific University .